# Gürpınar, Şabanözü
Gürpınar là một thị trấn thuộc huyện Şabanözü, tỉnh Çankırı, Thổ Nhĩ Kỳ. Dân số thời điểm năm 2010 là 968 người.